# Hylaea unifasciata
Hylaea unifasciata är en fjärilsart som beskrevs av Feichtenberger 1964. Hylaea unifasciata ingår i släktet Hylaea och familjen mätare. Inga underarter finns listade i Catalogue of Life.